# Then She Found Me
Then She Found Me är en amerikansk dramakomedifilm från 2007 i regi av Helen Hunt. I huvudrollerna ses Hunt, Bette Midler, Colin Firth och Matthew Broderick.

## Handling
Den 39-årige läraren Aprils man och kollega lämnar henne helt plötsligt, samtidigt så dör hennes adoptivmamma och i kombination med att hennes biologiska klocka tickar allt mer så utlöser detta en livskris inom henne.   
Mitt i alltihop dyker hennes biologiska mor och en brittisk nyseparerad författare, tillika pappa till en av hennes elever, upp i hennes liv och till slut blir det lite för många komplicerade bollar att jonglera för April. Vad vill hon och vad är viktigt egentligen?

## Rollista i urval
- Helen Hunt - April Epner
- Bette Midler - Bernice Graves
- Colin Firth - Frank
- Matthew Broderick - Ben Green
- Ben Shenkman - Dr. Freddy Epner
- Salman Rushdie - Dr. Masani
- John Benjamin Hickey - Alan
- Lynn Cohen - Trudy Epner